# Алисън Шмит
Алисън Шмит (на английски: Allison Schitt) е американска състезателка по плуване, олимпийска шампионка.
Шмит е родена на 7 юни 1990 г. в Питсбърг, САЩ. 

## Летни олимпийски игри Пекин 2008
На Олимпиадата в Пекин Шмит печели бронзов медал като част от американската щафета в дисциплината 4х200 метра. 

## Световно първенство Рим 2009
На Световно първенство по плуване в Рим през 2009 г. печели сребърните медали на 200 м и 4х200 м. 

## Световно първенство Шанхай 2011
На Световно първенство по плуване в Рим през 2009 г. печели титлата в щафетата 4х200 м. 

## Летни олимпийски игри Лондон 2012
На Олимпиадата в Лондон Шмит печели олимпийските титли в дисциплината 200 м свободен стил и като част от американската щафета в дисциплината 4х200 метра. Печели и сребърен медал на 400 м свободен стил и бронзов медал в щафетата 4х100 метра свободен стил. 